# Roland Vinx
Roland Vinx (* 29. November 1944 in Bremervörde) ist ein deutscher Geologe und emeritierter Hochschullehrer für Petrografie und Mineralogie der Universität Hamburg.

## Leben
Vinx studierte Geologie und promovierte 1974 an der Universität Hamburg über Gesteine.
Er war von 1998 bis 1999 Stellvertretender Institutsdirektor und von 1999 bis 2001 Institutsdirektor des Mineralogisch-Petrographischen Institutes der Universität Hamburg.
Die Emeritierung erfolgte im Jahre 2010.
Roland Vinx unterrichtete über viele Jahre Studierende der Geowissenschaften an der Universität Hamburg in Petrografie. Hierzu gehörten, neben Vorlesungen über gesteinsbildende Minerale und Gesteine, Übungen in makroskopischer und mikroskopischer Gesteinsbestimmung sowie Geländeübungen. Er ist ein Kenner der skandinavischen und norddeutschen Gesteine. Sein Buch Gesteinsbestimmung im Gelände ist ein vielzitiertes Standardwerk der Geowissenschaften.

## Werke (Auswahl)
- Gesteine - Dokumente der Erdgeschichte : ihre Entstehung und Bedeutung für Klima, Leben und Landschaft. Quelle & Meyer, Wiebelsheim 2025, ISBN 978-3-494-01957-4.
- Steine an deutschen Küsten : Finden und Bestimmen. Quelle & Meyer, Wiebelsheim 2016, ISBN 978-3-494-01651-1.
- Steine an Nord- und Ostsee im Vergleich. Quelle & Meyer, Wiebelsheim 2015, ISBN 978-3-494-01651-1 (Leporello).
- Gesteinsbestimmung im Gelände. Elsevier, Spektrum Akad. Verlag, München / Heidelberg 2005, ISBN 978-3-827-41513-4.[3] (weitere Auflagen: 2008, 2011, 2015)